# Reprezentacja Anguilli w piłce nożnej mężczyzn
Reprezentacja Anguilli w piłce nożnej nie odniosła żadnego znaczącego sukcesu na arenie międzynarodowej.
Reprezentacja Anguilli jest jedną z najsłabszych drużyn piłkarskich świata i zajmuje 210 miejsce w rankingu FIFA i przedostatnie miejsce w CONCACAF
Według danych z 14 lipca 2015 roku reprezentacja ta rozegrała 30 meczów, z czego wygrała tylko cztery, a trzy zremisowała
Obecnie selekcjonerem kadry Anguilli jest Romare Kelsick.

## Udział wMistrzostwach Świata
- 1930 – 1958 – Nie brała udziału (była kolonią brytyjską)
- 1962 – 1982 – Nie brała udziału (była częścią Saint Christopher-Nevis-Anguilla)
- 1986 – 1998 – Nie brała udziału
- 2002 – 2022 – Nie zakwalifikowała się

## Udział wZłotym Pucharze CONCACAF
- 1991 – 2002 – Nie zakwalifikowała się
- 2003 – Nie brała udziału
- 2005 – Wycofała się
- 2007 – 2021 – Nie zakwalifikowała się

## Udział wPucharze Karaibów
- 1989 – Nie brała udziału
- 1990 – 1998 – Nie zakwalifikowała się
- 1999 – Wycofała się
- 2001 – Nie zakwalifikowała się
- 2005 – Wycofała się
- 2007 – 2017 – Nie zakwalifikowała się

## Ranking FIFA
- Najwyższe miejsce: 189. - czerwiec 1997
- Najniższe miejsce: 210. - sierpień 2021
- Największy awans: +11 - sierpień 2006
- Największy spadek: -6 - lipiec 2006

## Trenerzy
- 2000 -  Clifton Livingston
- 2002 -  Scoot Cooper
- 2003-2004 -  Vermon Hodge
- 2004 -  Benjamin Davies
- 2004-2007 -  Vernon Hodge
- 2008 -  Kerthney Carty
- 2008-2009 -  Colin Johnson
- 2010 -  Scoot Cooper
- 2010 - 2015 Colin Johnson
- 2015 -   Ryszard Orłowski
- 2016 -  Leon Jeffers
- 2016-2018 -  Romane Kelsick
- 2018-2020 -  Nigel Connor
- 2020-2022 -  Stern John
- 2022 -  Niggel Conor